# Irlande aux Jeux olympiques d'hiver de 2002
L'Irlande participe aux Jeux olympiques d'hiver de 2002 à Salt Lake City.

## Athlètes engagés
La délégation irlandaise se compose de six athlètes repartis dans quatre disciplines sportives : le ski alpin, le bobsleigh, le ski de fond et le skeleton, sport dans lequel les Irlandais ont obtenu leur meilleur résultat avec la quatrième place de Clifton Wrottesley.